# Podomyrma overbecki
Podomyrma overbecki är en myrart som beskrevs av Hugo Viehmeyer 1924. Podomyrma overbecki ingår i släktet Podomyrma och familjen myror.

## Underarter
Arten delas in i följande underarter:
- P. o. overbecki
- P. o. varicolor